# Trinyčiai
AB Trinyčiai war ein Baumwolle-Herstellungsverband und ein Unternehmen in der litauischen Hafenstadt Klaipėda. Als Unternehmen war "Trinyčiai" an der Börse Vilnius notiert.

## Geschichte
1923 wurde das Unternehmen „Trinyčiai“ gegründet. In Sowjetlitauen bestand „Trinyčiai“ ab 1976 aus Klaipėdos medvilnės verpimo fabrikas „Trinyčiai“, Audimo fabrikas „Gulbė“ und Kauno Petrausko medvilnės verpimo fabrikas (Kaunas). 1982 produzierte man im Wert von 81,7 Mio. Rubel. Vom 26. November 1990 bis zum 18. März 1993 gab es Klaipėdos valstybinė įmonė „Trinyčiai“. Vom 18. März 1993 bis zum 2. Juli 2008 gab es Akcinė bendrovė „Trinyčiai“. Das Insolvenzverfahren wurde im Bezirksgericht Klaipėda eröffnet. 2003 gab es 234 Mitarbeiter. Danach wurde UAB „Baltijos verpimo centras“ errichtet.